# Maharashtra Times
Maharashtra Times is een Marathi-dagblad dat uitkomt in India. Het is in het land de op acht na meest verkochte krant. 
Het dagblad werd in 1962 opgericht. In zijn hoogtijdagen werd het geleid door Govindrao Talwalkar en verschenen in het blad stukken van schrijvers als Durga Bhagwat, Kusumagraj en P.L. Deshpande. 
De broadsheet komt uit in ten edities: Mumbai, Pune, Thane, Kolhapur, Nashik, Aurangabd, Ahmednagar, Jalgaon, Navi Mumbai, Palghar en Nagpur. De krant is eigendom van de oprichters Bennett, Coleman & Co. (ook wel The Times Group), die ook bijvoorbeeld Times of India uitgeeft. De politieke kleur van de krant is conservatief. Maharashtra Times is gevestigd in Mumbai. De huidige editor is Ashok Panvalkar (2013). 